# Кољане
Кољане су насељено мјесто у саставу града Врлике, Сплитско-далматинска жупанија, Република Хрватска.

## Географија
Налазе се око 9 км југоисточно од Врлике, у подножју планине Динаре, на ријеци Цетини тј. Перућком језеру.
Дијелови Кољана су: Брачев Долац, Брдо Кољанско, Буков Долац, Драговић, Горње Кољане, Кленовци, Ограде, Подградина, Пометеник, Привија, Растока, Вуков Долац и Вуковића Мост.

## Историја
До територијалне реорганизације у Хрватској, Кољане се налазило у саставу старе општине Сињ. Кољане се од распада Југославије до августа 1995. године налазило у Републици Српској Крајини.

## Култура
Код Кољана се налази православни манастир Драговић. Стари манастир Драговић из 1395. године потопљен је изградњом бране на Цетини и стварањем Перућког језера 1958. године. Том приликом је потопљен и велики број сеоских кућа, а становништво расељено у тадашњу СР Србију. Нови манастир Драговић је изграђен на вишем терену, изнад старог.

## Становништво
На попису становништва 2011. године, Кољане су имале 21 становника.
| Број становника по пописима | Број становника по пописима | Број становника по пописима | Број становника по пописима | Број становника по пописима | Број становника по пописима | Број становника по пописима | Број становника по пописима | Број становника по пописима | Број становника по пописима | Број становника по пописима | Број становника по пописима | Број становника по пописима | Број становника по пописима | Број становника по пописима | Број становника по пописима |
| --------------------------- | --------------------------- | --------------------------- | --------------------------- | --------------------------- | --------------------------- | --------------------------- | --------------------------- | --------------------------- | --------------------------- | --------------------------- | --------------------------- | --------------------------- | --------------------------- | --------------------------- | --------------------------- |
| 1857.                       | 1869.                       | 1880.                       | 1890.                       | 1900.                       | 1910.                       | 1921.                       | 1931.                       | 1948.                       | 1953.                       | 1961.                       | 1971.                       | 1981.                       | 1991.                       | 2001.                       | 2011.                       |
| 1.275                       | 1.370                       | 1.333                       | 1.599                       | 1.821                       | 2.028                       | 2.095                       | 1.918                       | 1.379                       | 1.391                       | 479                         | 378                         | 292                         | 285                         | 24                          | 21                          |

### Попис 1991.
На попису становништва 1991. године, насељено место Кољане је имало 285 становника, следећег националног састава:
| Попис 1991.‍  | Попис 1991.‍  | Попис 1991.‍ | Попис 1991.‍ | Попис 1991.‍ |
| ------------ | ------------ | ----------- | ----------- | ----------- |
|              |              |             |             |             |
| Срби         | Срби         |             | 257         | 90,17%      |
| Хрвати       | Хрвати       |             | 19          | 6,66%       |
| Југословени  | Југословени  |             | 1           | 0,35%       |
| Муслимани    | Муслимани    |             | 1           | 0,35%       |
| неопредељени | неопредељени |             | 6           | 2,10%       |
| непознато    | непознато    |             | 1           | 0,35%       |
| укупно: 285  |              |             |             |             |

### Ранији пописи
| Националност       | 1991. | 1981. | 1971. |
| Срби               | 257   | 245   | 337   |
| Хрвати             | 19    | 23    | 33    |
| Југословени        | 1     | 24    |       |
| остали и непознато | 8     |       | 8     |
| Укупно             | 285   | 292   | 378   |

## Презимена
| - Боговац — Православци, славе Св. архангела Михаила - Бодрожић — Православци, славе Св. Стефана - Бокун — Православци, славе Св. Николу и Св. Стефана - Борковић — Православци, славе Св. Николу - Вученовић — Православци, славе Св. Василија Великог - Гарић — Православци, славе Св. Николу - Гутић — Православци, славе Ђурђевдан - Игленџа — Православци, славе Св. Јована - Јеркан — Православци, славе Св. Николу - Калинић — Православци, славе Св. Николу - Катић — Православци, славе Св. Николу - Ковачевић — Православци, славе Св. Николу | - Кркобабић — Православци, славе Св. Јована - Љаљић — Православци, славе Св. Стефана - Маринко — Православци, славе Св. Јована - Марјановић — Православци, славе Св. Николу - Марчетић — Православци, славе Св. Николу - Миљковић — Православци, славе Св. Василија Великог - Стричевић — Православци, славе Ђурђевдан - Тадић — Православци, славе Св. Николу - Тутуш — Православци, славе Св. Николу - Шкрбић — Православци, славе Часне вериге - Вуковић — Римокатолици - Перковић — Римокатолици - Стипановић — Православци, славе Св. Стефана |

## Знамените личности
- Јован Кркобабић, бивши српски политичар и потпредседник Владе Србије
- Милан Кркобабић, српски политичар и министар у Влади Србије
- Стефан Кркобабић, српски политичар и посланик у Народној скупштини Републике Србије
- Бошко Маринко, бивши српски рвач и освајач медаље на Светском првенству